# Michael Bartels (Politiker)
Michael Bartels (* 19. April 1975 in Bremen) ist ein deutscher Politiker (CDU). Er war Abgeordneter der Bremischen Bürgerschaft.

## Leben

### Ausbildung und Beruf
Bartels studierte langjährig – jeweils ohne Abschluss – Rechts- und Wirtschaftswissenschaft an der Universität Bremen. Nach einer kaufmännischen Ausbildung zum Industriekaufmann ist er kaufmännischer Angestellter beim Energieversorger swb AG in Bremen.

### Politik
1991 trat Bartels in die CDU und die Junge Union (JU) ein. 2002–2005 war Bartels stellvertretender Landesvorsitzender der Jungen Union in Bremen. 2002 wurde Michael Bartels Mitglied des CDU-Landesvorstands Bremen. Seit 2003 war er Vorsitzender des Kreisverbands der Jungen Union Bremen-Nord. Seit Februar 2004 ist er Vorsitzender des CDU-Stadtbezirksverbands Bremen-Burglesum. Dieser ist der südlichste Verband im Bremer-Norden. Bartels ist zudem seit März 2004 neben Silvia Neumeyer (MdBB) und
Rainer Bensch einer der drei stellvertretenden Vorsitzenden des CDU-Kreisverbands Bremen-Nord, Vorsitzender ist Helmut Pflugradt (MdBB).
Bartels war von 2003 bis 2004 und wieder von 2005 bis 2011.
Abgeordneter in der Bremischen Bürgerschaft. Er war sozialpolitischer Sprecher der CDU-Fraktion.
Er war vertreten in den Betriebsausschüssen KiTa Bremen und Werkstatt Bremen, in den Ausschüssen für Jugendhilfe, Petitionen, Recht, Haushalt- und Finanzen sowie Rechnungsprüfung und in der Deputation für Soziales, Jugend, Senioren und Ausländerintegration.
Bartels ist Mitglied des Stiftungsrats der Bürgerstiftung Bremen.